# Miłosz Szczepański
Miłosz Szczepański (Nowy Sącz, 22 marzo 1998) è un calciatore polacco, centrocampista del Piast Gliwice.

## Caratteristiche tecniche
È un trequartista.

## Carriera
Cresciuto nel settore giovanile dello Legia Varsavia, ha esordito in prima squadra il 21 settembre 2017 disputando l'incontro di Puchar Polski vinto 4-0 contro il Ruch Zdzieszowice. 
Nel gennaio 2018 viene acquistato dal Raków Częstochowa, con cui ottiene prima un settimo posto in I liga (secondo livello del calcio polacco) e poi una storica promozione in Ekstraklasa, alla quale contribuisce con sette reti in trenta gare. Le sue prestazioni vengono esaltate dagli addetti ai lavori, e il tecnico Marek Papszun decide di puntare su di lui anche in massima serie. Schierato quasi sempre da titolare, Szczepański si mette in mostra con una serie di assist, realizzando il suo primo gol il 22 febbraio sul campo dell'Arka Gdynia.
Un mese più tardi, tuttavia, viene colpito da un gravissimo infortunio, che gli preclude di terminare la stagione e di saltare interamente quella successiva. A giugno 2021, essendo il suo contratto terminato, il Raków decide di lasciarlo andare.
Nonostante l'anno di inattività, Szczepański gode ancora di buona fama fra i dirigenti polacchi, e perciò viene acquistato dal Lechia Gdańsk, prolungando così la sua permanenza in Ekstraklasa. La nuova avventura si rivela più difficile del previsto e nelle prime diciannove partite riesce ad ottenere appena cinque convocazioni, subentrando unicamente nella sfida pareggiata 1-1 contro il Górnik Zabrze.
A gennaio, affinché possa trovare maggior spazio, viene ceduto in prestito al Warta Poznań.

## Statistiche

### Presenze e reti nei club
Statistiche aggiornate al 22 maggio 2022.
| Stagione        | Squadra           | Campionato      | Campionato | Campionato | Coppe nazionali | Coppe nazionali | Coppe nazionali | Coppe continentali | Coppe continentali | Coppe continentali | Altre coppe | Altre coppe | Altre coppe | Totale | Totale | Totale |
| Stagione        | Squadra           | Comp            | Pres       | Reti       | Comp            | Pres            | Reti            | Comp               | Pres               | Reti               | Comp        | Pres        | Reti        | Pres   | Reti   |        |
| --------------- | ----------------- | --------------- | ---------- | ---------- | --------------- | --------------- | --------------- | ------------------ | ------------------ | ------------------ | ----------- | ----------- | ----------- | ------ | ------ | ------ |
| 2017-gen. 2018  | Legia Varsavia    | EK              | 0          | 0          | CP              | 1               | 0               |                    | -                  | -                  |             | -           | -           | 1      | 0      |        |
| gen.-giu. 2018  | Raków Częstochowa | 1L              | 7          | 0          | CP              | 0               | 0               |                    | -                  | -                  |             | -           | -           | 7      | 0      |        |
| 2018-2019       | Raków Częstochowa | 1L              | 29         | 7          | CP              | 4               | 1               |                    | -                  | -                  |             | -           | -           | 33     | 8      |        |
| 2019-2020       | Raków Częstochowa | EK              | 25         | 1          | CP              | 2               | 0               |                    | -                  | -                  |             | -           | -           | 27     | 1      |        |
| 2020-2021       | Raków Częstochowa | EK              | 0          | 0          | CP              | 0               | 0               |                    | -                  | -                  |             | -           | -           | 0      | 0      |        |
| 2021-gen.2022   | Lechia Danzica    | EK              | 1          | 0          | CP              | 2               | 0               |                    | -                  | -                  |             | -           | -           | 2      | 0      |        |
| gen.-mag.2022   | Warta Poznań      | EK              | 13         | 2          | CP              | 0               | 0               |                    | -                  | -                  |             | -           | -           | 13     | 2      |        |
| Totale carriera | Totale carriera   | Totale carriera | 75         | 10         |                 | 8               | 1               |                    | -                  | -                  |             | -           | -           | 83     | 11     |        |

## Palmarès

### Club

#### Competizioni nazionali
- Coppa di Polonia: 1

RKS Raków Częstochowa: 2020-2021